# Olimpiada Peruana de Química

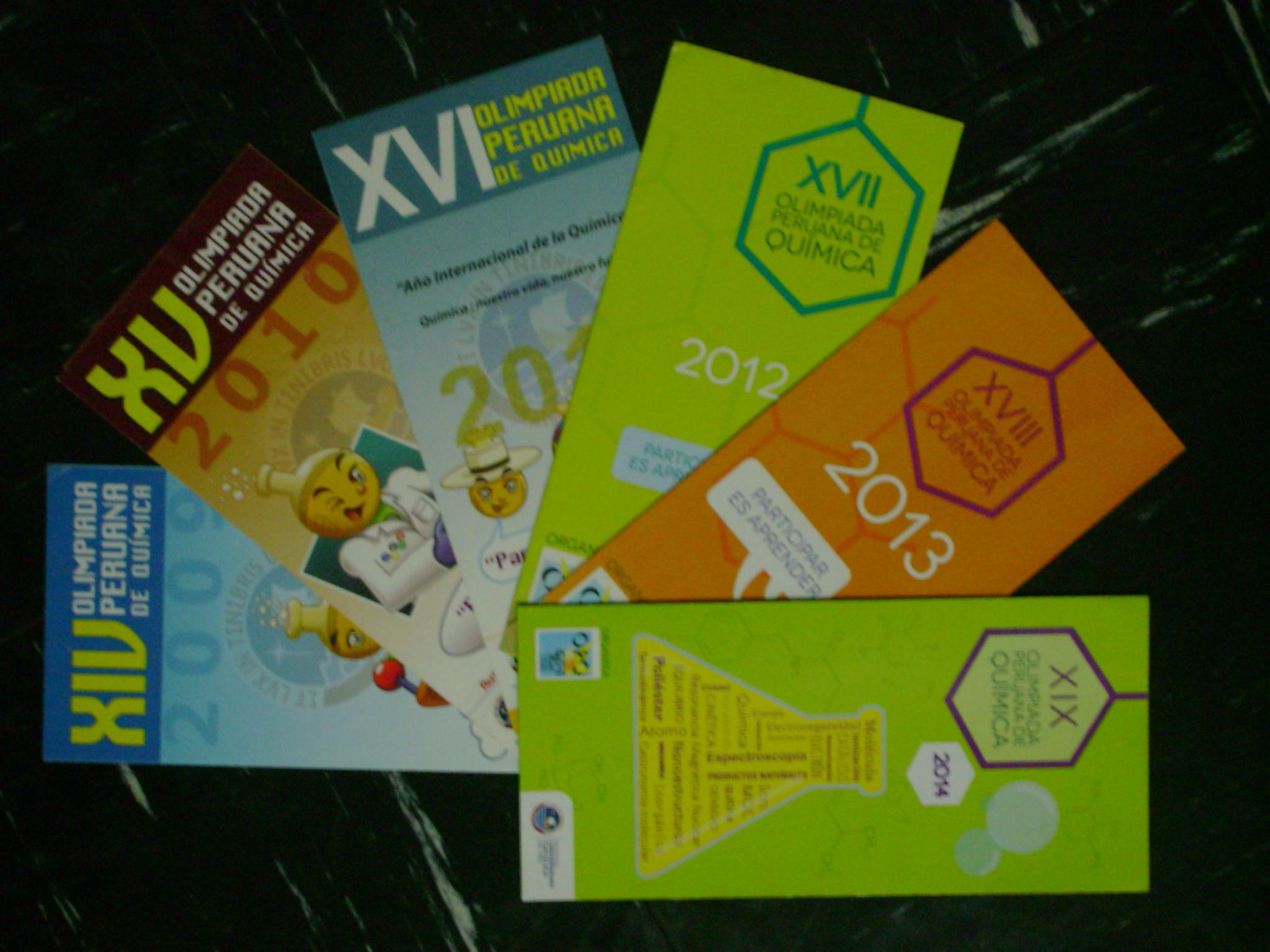
Trípticos de la Olimpiada Peruana de Química (OPQ) desde el año 2009 hasta 2014.

La Olimpiada Peruana de Química (OPQ), es un concurso abierto para jóvenes escolares y egresados de colegios públicos y privados del Perú, con vocación al conocimiento de la Química.
Se organiza de forma anual por el Comité Permanente de Organización el cual está conformado por docentes de la Pontificia Universidad Católica del Perú y miembros de la Sociedad Química del Perú.
El lema de la olimpiada es Participar es aprender. El concurso está dirigido a estudiantes peruanos menores de 18 años. Existen dos niveles: el Básico comprende los tres primeros años de educación secundaria, y el Intermedio, los restantes, además de cualquier tipo de educación adicional preuniversitaria.

## Evolución histórica
La primera edición de la Olimpiada Peruana de Química a nivel nacional tiene lugar en Lima en el año 1996 gracias a las gestiones de quien sería su primer presidente, Rómulo Ochoa Luna, y el entonces presidente de la Sociedad Química del Perú, José Amiel Pérez.
En sus inicios, solo existía un único nivel en la competencia pero en el año 2000, debido al aumento de participantes, se introducen dos niveles de competición: nivel básico (en el que solo pueden participar alumnos de 1º, 2º y 3º de secundaria) y el nivel intermedio (en el que pueden participar todos los alumnos preuniversitarios). Este es el modelo que sigue funcionando en la actualidad.
Al comienzo solo participaron alumnos de Lima pero, con los años, alumnos de otras regiones se fueron incorporando al evento, lo cual forzó a que la competencia se realizara en dos fases: una primera a nivel regional, con el apoyo de colegios y universidades de cada región, seguida de una segunda fase en Lima. En 2011, Año Internacional de la Química, participaron alumnos de 20 de las 24 regiones existentes en el Perú y se alcanzó la máxima participación del periodo histórico hasta la actualidad y el mayor número de medallas por los competidores en las olimpiadas internacionales (IChO e Iberoamericana).
Los finalistas de cada año representan al Perú en las competiciones internacionales: Olimpiada Iberoamericana de Química y Olimpiada Internacional de Química(IChO). La primera medalla de un representante del Perú en la primera de ellas fue en 1999, y la primera en la IChO en 2009.

## Resultados en competencias internacionales
Una vez que se acaba la competencia nacional, los diez primeros clasificados de la OPQ vuelven a pasar un nuevo criterio de selección y los cuatro mejores pasan a representar al Perú en las diferentes competencias internacionales. Los resultados obtenidos por la delegación peruana en estas competencias se muestran en la tabla de debajo.
| Año   | n.º olimpiada IBEROAMERICANA y Ciudad | Oro          | Plata        | Bronce       | Mención de Honor | n.º olimpiada INTERNACIONAL y Ciudad | Oro          | Plata        | Bronce       | Mención de Honor |
| ----- | ------------------------------------- | ------------ | ------------ | ------------ | ---------------- | ------------------------------------ | ------------ | ------------ | ------------ | ---------------- |
| 1999  | V Olimpiada, Santiago de Compostela   | 0            | 0            | 1            | 0                | 31 IChO, Bangkok                     | No participó | No participó | No participó | No participó     |
| 2000  | VI Olimpiada, Caracas                 | 0            | 0            | 1            | 0                | 32 IChO, Copenague                   | No participó | No participó | No participó | No participó     |
| 2002  | VII Olimpiada, Mar del Plata          | 0            | 0            | 2            | 0                | 34.ª IChO, Groninga                  | No participó | No participó | No participó | No participó     |
| 2003  | VIII Olimpiada, Cuernavaca            | 0            | 0            | 2            | 0                | 35.ª IChO, Atenas                    | No participó | No participó | No participó | No participó     |
| 2004  | IX Olimpiada, Castellón               | 0            | 1            | 0            | 0                | 36.ª IChO, Kiel                      | 0            | 0            | 0            | 0                |
| 2005  | X Olimpiada, Lima                     | 1            | 0            | 1            | 1                | 37.ª IChO, Taipéi                    | 0            | 0            | 0            | 0                |
| 2006  | XI Olimpiada, Aveiro                  | 0            | 0            | 1            | 2                | 38.ª IChO, Gyeongsan                 | 0            | 0            | 0            | 0                |
| 2007  | XII Olimpiada, Río de Janeiro         | 0            | 0            | 2            | 1                | 39.ª IChO, Moscú                     | 0            | 0            | 0            | 0                |
| 2008  | XIII Olimpiada, Heredia               | 0            | 0            | 2            | 0                | 40.ª IChO, Budapest,                 | 0            | 0            | 0            | 0                |
| 2009  | XIV OlimpiadaLa Habana                | 0            | 2            | 2            | 0                | 41.ª IChO, Cambridge                 | 0            | 0            | 1            | 0                |
| 2010  | XV Olimpiada, Ciudad de México        | No participó | No participó | No participó | No participó     | 42.ª IChO, Kioto                     | 0            | 0            | 0            | 0                |
| 2011  | XVI Olimpiada, Teresina               | 0            | 2            | 2            | 0                | 43.ª IChO, Ankara                    | 0            | 0            | 3            | 0                |
| 2012  | XVII Olimpiada, Santa Fe              | 0            | 1            | 3            | 0                | 44.ª IChO, Washington                | 0            | 0            | 1            | 1                |
| 2013, | XVIII Olimpíada, La Paz               | 0            | 0            | 4            | 0                | 45.ª IChO, Moscú                     | 0            | 0            | 2            | 0                |
| 2014  | XIX Olimpíada, Montevideo             | 0            | 2            | 2            | 0                | 46.ª IChO, Hanói                     | 0            | 0            | 1            | 1                |
| 2015  | XX Olimpíada, Teresina                | 3            | 0            | 1            | 0                | 47.ª IChO, Bakú                      | 0            | 0            | 3            | 0                |
| 2016  | XXI Olimpiada, Bogotá                 | 0            | 1            | 0            | 0                | 48.º IChO, Tiflis                    | 0            | 0            | 2            | 0                |
| 2017  | XXII Olimpiada, Lima                  | 1            | 3            | 0            | 0                | 49.º IChO, Nakhon Pathom             | 1            | 0            | 1            | 0                |
| 2018  | XXII Olimpiada, San Salvador          | 2            | 1            | 1            | 0                | 50.º IChO, Praga, Bratislava ,       | 0            | 1            | 2            | 0                |